# Maud Welzen
Maud Welzen (13 novembre 1993) è una supermodella olandese.

## Biografia

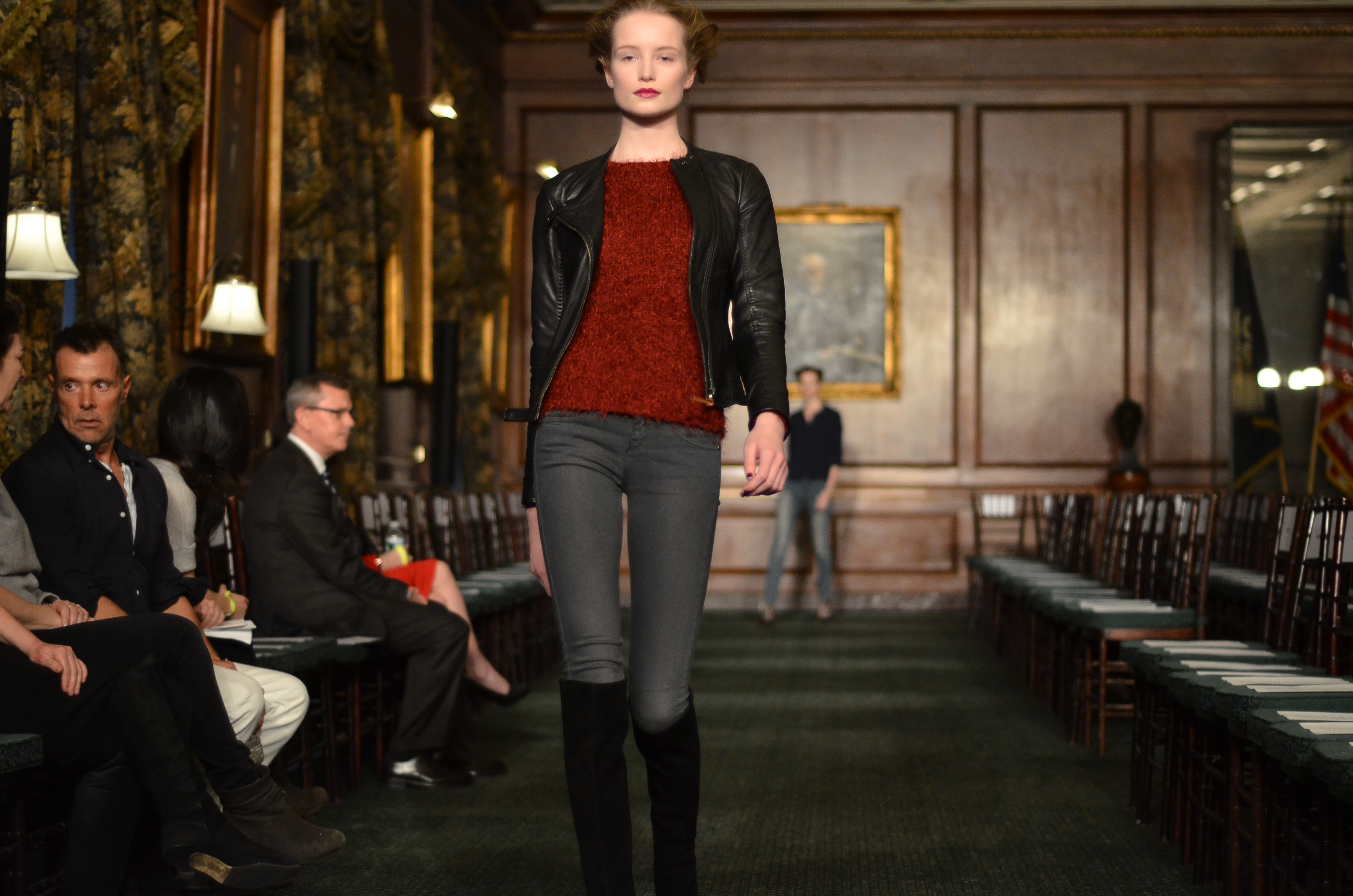
Maud Welzen sfila per Bill Blass

Ha sfilato per Moschino, Victoria's Secret, Chanel, Burberry, Vera Wang, Alexander McQueen, Valentino SpA e Viktor & Rolf. le sue agenzie sono DNA Model Management a New York ed Elite Models a Toronto, Amsterdam, Barcellona, Copenaghen, Milan, Parigi e Londra.
Alla sfilata di Victoria's Secret del 2012 ha sfilato per PINK, la linea di Victoria's Secret per le clienti più giovani, Ha partecipato allo show anche nel 2014 e 2015.